# Parastrachia
Parastrachia ist eine Gattung der Wanzen mit zwei bekannten Arten, die beide in Ostasien leben. Die Gattung ist bemerkenswert durch die Brutfürsorge des Weibchens für seinen Nachwuchs.

## Merkmale
Es handelt sich um relativ große Wanzen mit einer Körperlänge von 15 bis 18 Millimeter und einer Breite von 8 bis 10 Millimeter mit auffallender, roter und schwarzer Warnfärbung. Der Körperumriss ist oval, der Kopf etwas in das vorn ausgerandete Pronotum eingezogen. Der Körper ist überwiegend leuchtend rot, die fünfgliedrigen Antennen, der Saugrüssel und die Beine schwarz. Als schwarze Zeichnungselemente finden sich: ein Mittelfleck auf dem Pronotum, das lange, spitz zulaufende, Scutellum mit Ausnahme der Spitze und ein Teil des anschließenden Clavus, ein runder schwarzer Punkt auf dem Corium der Hemielytren. Die Beine sind stabförmig mit im Querschnitt runden Tibien und schwach beborstet, nicht wie bei den Erdwanzen zu Grabbeinen umgestaltet. Die Hüften (Coxen) der Beine tragen auf der Innenseite eine Reihe einfacher Borsten, diese sind vermutlich homolog zu den Borstenkämmen der anderen Erdwanzen im weiteren Sinne. Die Membran des Vorderflügels weist basal eine Reihe großer Zellen auf. Im Hinterflügel sind Intervannaladern (nicht mit der Flügelbasis verbundene Adern in einem durch Faltungslinien begrenzten Feld) vorhanden, diese sind untereinander nicht verbunden. Ein Hamus (eine von der Media abgeleitete, frei hakenförmig endende Ader) fehlt. Das von den Flügeln bedeckte Dorsum des Abdomens lässt sieben Terga erkennen, diese sind weitgehend weichhäutig und desklerotisiert.

## Verbreitung
Parastrachia nagaensis lebt im Westen von China bis nach Nordost-Indien und wurde 2007 auch in Laos nachgewiesen, dies ist die Südgrenze der Verbreitung. Sie kommt fast nur in Gebirgen vor, in Meereshöhen etwa zwischen 500 und 3500 Meter. Parastrachia japonensis ist östlich davon verbreitet, sie lebt im Süden Chinas, von Guizhou nördlich bis zum Qin Ling, und im Süden von Japan. Die Arten kommen nicht sympatrisch vor, wesentliche Unterschiede in den ökologischen Ansprüchen konnten anhand des Verbreitungsbildes nicht ermittelt werden.

## Ökologie und Lebensweise
Beide Arten sind pflanzensaugend (phytophag). Die Biologie von P. nagaensis ist darüber hinaus fast unbekannt. P. japonensis saugt ausschließlich an den herabgefallenen Früchten von Schoepfia-Arten, in Japan und vermutlich auch in China an Schoepfia jasminodora (japanisch Boroboro-no-ki), des einzigen japanischen Vertreters der artenreichen Gattung Schoepfia und der Familie Oleaceae. Sie ist sonnenmeidend und lebt in Wäldern, bevorzugt jüngerem Sekundärwald in der kollinen Höhenstufe, während die Nahrungspflanze eigentlich sonnige Standorte bevorzugt. Sie kommt deshalb fast nur an Bäumen unter eigentlich marginalen, ungünstigen Standortbedingungen vor. Bei hohen Temperaturen wird sie inaktiv (Sommerruhe oder Ästivation). Sie ist sowohl bei der Ästivation wie bei der Überwinterung gesellig und bildet manchmal Ansammlungen aus Hunderten von Individuen, die aufgrund der roten Warntracht sehr auffallend sind (vergleichbar den Aggregationen der Feuerwanze, denen die Tiere farblich äußerst ähnlich sehen). Sie sitzen dabei entweder am Boden oder in niedriger Vegetation, niemals auf dem Wirtsbaum selbst. Zum Überwintern ziehen sich die Aggregationen manchmal in den Boden oder unter Streu zurück. Einige Tiere werden, aus unbekannten Gründen, im ersten Jahr gar nicht aktiv. Sie verbleiben bis zum nächsten Frühjahr in Ruhephase, werden also erst im zweiten Jahr aktiv; sie kommen dabei fast zwei Jahre ohne jede Nahrungsaufnahme aus. Die Paarung erfolgt im April, anschließend sterben die Männchen. Nur diese zeigen vorher Flugaktivität. Die Eier werden im Boden unter der Nahrungspflanze abgelegt.

### Soziale Lebensweise
Aufbauend auf Beobachtungen von Shuji Tachikawa und Carl W. Schaefer, das weibliche Wanzen die Nahrungsfrüchte umhertragen, wurde entdeckt, dass Weibchen von Paratrachia japonensis ihre Nachkommen mit Nahrung versorgen. Dabei handelt es sich um ein Verhalten, das innerhalb der Wanzen bisher einmalig geblieben ist. Ein Weibchen legt seine etwa 100 Eier in eine kleine, selbst gegrabene Erdhöhle ab. Das Weibchen kann die zusammenklebende Eimasse bei Bedrohung mit dem Saugrüssel aufnehmen und wegtragen. Die Larven leben gemeinsam in diesem Nest, das vom Weibchen aggressiv gegen mögliche Fressfeinde verteidigt wird. Die Larven ernähren sich zunächst nicht von Früchten, sondern von anderen Eiern. Aus einem großen Anteil der Eier schlüpft nicht (nach etwa 18 Tagen), eine Nymphe aus, sondern diese bleiben unverändert liegen und werden nach und nach ausgesaugt. Solche nur der Ernährung dienenden Eier werden „trophische“ Eier genannt (vom griechischen Verb trophein „sich ernähren“). Währenddessen und später werden Schoepfia-Früchte aus bis zu 15 Meter Entfernung von der Mutter ins Nest getragen; die Früchte sind etwa 1 bis 2 Zentimeter groß und wiegen überschlägig etwa das Dreifache der Wanze. Es werden sorgfältig besonders geeignete Früchte des richtigen Reifegrads ausgewählt, die sie am Geruch und an der Farbe erkennt; an geringwertigen Früchten ist keine Entwicklung der Nymphen möglich. Egal wie gewunden der Hinweg war, kann das Weibchen in gerader Linie zum Nest zurückkehren. Sie orientiert sich beim Heimfinden unter anderem am Muster der Helligkeit, das durch Lücken im Kronendach erzeugt wird. Sie ist Tag und Nacht aktiv, unabhängig vom Wetter. Die Mutter besitzt einen besonderen, durch Stridulation erzeugten Ton, der die Nymphen zur Nahrung lockt. Die Nymphen verlassen das Nest frühestens im dritten Stadium, sie verbleiben aber manchmal bis zum fünften (letzten) Stadium darin, wenn die Mutter ungewöhnlich erfolgreich beim Sammeln war. Die Nymphen bleiben auch später aggregiert. Die imaginalen Wanzen müssen nach der Häutung zur Imago ca. neun Monate, weitgehend ohne Nahrungsversorgung, überdauern, bis im nächsten Frühjahr wieder Früchte von Schoepfia gebildet werden.
Die Provisionierung des Nestes wird als mögliche Anpassung an den unregelmäßigen, unvorhersagbaren Fruchtfall von Schoepfia gedeutet. Die wenigen, weit verstreut am Boden liegenden geeigneten Früchte sind für die kleinen Nymphenstadien nur sehr schwer erreichbar, sie würden für die Suche erhebliche Energie aufwenden müssen.

### Endosymbionten
Wie die meisten pflanzensaugenden Wanzen, besitzt auch Parastrachia japonensis endosymbiotische Bakterien im Darm. Diese sitzen in Ausbuchtungen (Krypten) des Mitteldarms. Die Hauptaufgabe des Symbionten ist das Recycling von Harnsäure während der Ruheperioden ohne Nahrungsaufnahme. Durch Antibiotikagaben sterilisierte Wanzen wiesen in dieser Zeit eine sehr hohe Mortalität auf. Das zu den Gammaproteobacteria gehörende Darmbakterium gehört einer eigenen Entwicklungslinie an und ist näher mit Symbionten einer Zikadenart und der Tsetsefliege verwandt, die Bearbeiter schlagen dafür eine neue Art, Candidatus Benitsuchiphilus tojoi vor. Der Gattungsname ist dabei vom japanischen Namen der Wanzenart, Benitsuchi-Kamemushi, inspiriert, das Artepitheton ehrt den Mikrobiologen Sumio Tojo.

### Phoretische Nematoden
Auf der Körperoberfläche von Parastrachia japonensis können regelmäßig Dauerlarven des bakterienfressenden Nematoden Caenorhabditis japonica gefunden werden, der Nematode nutzt offensichtlich die Wanze als Verbreitungsmittel (Phoresie). Er ist dabei wirtsspezifisch und an die Weibchen der Wanzenart gebunden. Die Wirtserkennung erfolgt chemisch (Kairomon).

## Taxonomie und Phylogenie
Die Gattung umfasst nur zwei Arten:
- Parastrachia nagaensis Distant, 1908
- Parastrachia japonensis (Scott, 1880)

Die Gattung Parastrachia stellte die Wissenschaftler lange Zeit vor besondere Herausforderungen, was ihre Verwandtschaftsverhältnisse angeht, weil sie mosaikartig Merkmale der Pentatomidae und der Cydnidae vereint, sie wurde mit ungewöhnlicher Häufigkeit in Familien ein- und wieder ausgegliedert. Obwohl inzwischen etwas mehr über die Verwandtschaft bekannt ist, hält diese Unsicherheit im Prinzip bis heute an. P.japonensis wurden vom Erstbeschreiber John Scott zunächst in die (räuberische oder zoophage) Gattung Asopus (Pentatomidae, Asopinae) gestellt. Eine Reihe morphologischer Argumente spricht aber gegen eine Zugehörigkeit zu den Pentatomidae oder auch den Cydnidae, in die sie ebenfalls von vielen Bearbeitern einsortiert worden waren. Schaefer u. a. schlugen schließlich eine eigene Unterfamilie Parastrachiinae innerhalb der Cydnidae vor, die Sweet und Schaefer später in den Familienrang erhoben, darin sind ihnen viele Bearbeiter gefolgt. Eine umfassende Bearbeitung der Pentatomoidea nach Merkmalen der Morphologie und der molekularen Phylogenie (nach Vergleich homologer DNA-Sequenzen) ergab als Schwestergruppe die Gattung Dismegistus. Diese weist eine ähnlich bewegte taxonomische Historie auf, ihre Familienzugehörigkeit ist unklar und umstritten. Während Grazia u. a. sie in eine umdefinierte Unterfamilie Parastrachiinae innerhalb der Familie Corimelaenidae einbeziehen, haben andere Bearbeiter von diesem Schritt bisher abgesehen. Jerzy Lis, einer der besten Kenner der Erdwanzen im weiteren Sinne, hält die Zusammengehörigkeit nach einem wichtigen morphologischen Merkmal (Borstenkämme auf den Coxen) für nicht gesichert. während ein weiteres morphologisches Merkmal (Spermatheca) die Gruppierung unterstützt. Eine enge Verwandtschaft von Parastrachia und Dismegistus ist danach wahrscheinlich, für die endgültige Klärung des Status sind aber weitere Untersuchungen erforderlich.